# Titularerzbistum Soltania
Soltania (heute Soltanije) war ein Titularerzbistum der römisch-katholischen Kirche. Es wurde von Johannes XXII. 1318 als Erzbistum in Soultanieh errichtet, ging aber nach kurzem Bestand unter und wurde danach als Titularerzbistum verwendet.
| Titularerzbischöfe von Soltania |                 |                                                          |                   |                   |
| Nr.                             | Name            | Amt                                                      | von               | bis               |
| 1                               | Guillaume Adam  | vormaliger Erzbischof von Izmir                          | 6. Oktober 1322   | 26. Oktober 1324  |
| 2                               | Niccolò Roberti | emeritierter Erzbischof von Ferrara                      | 24. Januar 1401   | ?                 |
| 3                               | Thomas Abaraner |                                                          | 19. Dezember 1425 | ?                 |
| 4                               | Albert Bitter   | emeritierter Apostolischer Vikar von Schweden (Schweden) | 9. Oktober 1922   | 19. Dezember 1926 |